# Dymitr Detko

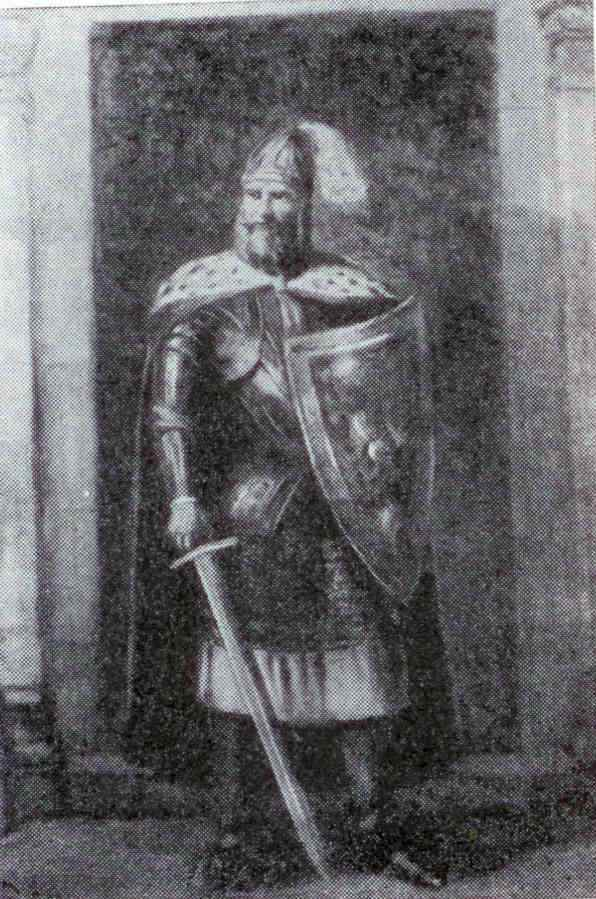
Dymitr Detko

Dymitr Detko (zm. 1349) – bojar ruski, starosta Rusi Halickiej w latach 1340–1349.

## Życiorys
Miał on w swoim posiadaniu pierwotnie gród Przemyśl. W wyniku porozumienia z Kazimierzem Wielkim objął on rządy w imieniu polskiego władcy po śmierci Bolesława Jerzego II. Detko uznał zwierzchnictwo króla polskiego, przyjmując tytuł namiestnika królewskiego Rusi. Po jakimś czasie opowiedział się przeciwko obecności oddziałów polskich na Rusi Halickiej. Przy poparciu Lubarta Gedyminowicza przywołał na pomoc Tatarów. Z ich pomocą ruszył na Polskę w zimie 1340/1341 roku. Tatarzy wtargnęli razem z Rusinami w Lubelszczyznę i dopiero porażka w 1341, jaką zadało im w bitwie nad Wisłą rycerstwo polskie pod wodzą króla, odsunęła ich z powrotem na Ruś.